# Gyeongsang Settentrionale
La provincia del Gyeongsang Settentrionale (Gyeongsangbuk-do; 경상북도; 慶尚北道) è una delle suddivisioni amministrative della Corea del Sud.
Venne creata nel 1896 insieme alla provincia del Gyeongsang Meridionale dalla divisione della precedente provincia di Gyeongsang.
Il capoluogo è Taegu che è stata anche capoluogo dell'intera provincia di Gyeongsang prima del 1896 e anche della Prefettura di Keishō-hoku dal 1910. Attualmente, dal punto di vista amministrativo, Taegu è contemporaneamente capitale del Nord Gyeongsang e città metropolitana autonoma col rango di provincia, quindi esterna al territorio del Gyeongsang Settentrionale.

## Geografia antropica

### Suddivisioni amministrative
Il Gyeongsang Settentrionale è suddiviso in 10 città (si) ed 13 contee (gun).

#### Città
| - Andong (안동시; 安東市) - Gimcheon (김천시; 金泉市) - Gyeongju (경주시; 慶州市) - Gyeongsan (경산시; 慶山市) | - Gumi (구미시; 龜尾市) - Mungyeong (문경시;聞慶市) - Pohang (포항시; 浦項市) | - Sangju (상주시; 尙州市) - Yeongcheon (영천시; 永川市) - Yeongju (영주시; 榮州市) |

#### Contee
| - Contea di Bonghwa (봉화군; 奉化郡) - Contea di Cheongdo (청도군; 淸道郡) - Contea di Cheongsong (청송군; 靑松郡) - Contea di Chilgok (칠곡군; 漆谷郡) - Contea di Goryeong (고령군; 高靈郡) | - Contea di Gunwi (군위군; 軍威郡) - Contea di Seongju (성주군; 星州郡) - Contea di Uiseong (의성군; 義城郡) - Contea di Uljin (울진군; 蔚珍郡) | - Contea di Ulleung (울릉군; 鬱陵郡) - Contea di Yecheon (예천군; 醴泉郡) - Contea di Yeongdeok (영덕군; 盈德郡) - Contea di Yeongyang (영양군; 英陽郡) |